# Hiroshi Sato
Hiroshi Sato (født 7. marts 1972) er en tidligere japansk fodboldspiller.
Han har spillet for flere forskellige klubber i sin karriere, herunder Yokohama Flügels.